# Анабаптистский талер
Анабаптистский талер (нем. Wiedertäufetaler) — изначально монета Мюнстера, которую чеканили захватившие власть в городе анабаптисты в 1534—1535 годах. Монеты того времени практически не сохранились. Анабаптистский талер известен в основном благодаря новоделам XVII столетия.

## История выпуска
В феврале 1534 года анабаптисты выиграли выборы в городской совет Мюнстера. Власть фактически перешла в их руки. Город провозгласили «Новым Иерусалимом» и ввели революционные изменения. В частности конфисковывались владения церкви и богатых горожан, отменялись долги и даже денежное обращение. Также официально разрешалось многожёнство.
В охваченном революцией городе отчеканили ряд монет талерового типа. Большинство из них не сохранилось. В XVII столетии появилось большое количество новодельных монет. Их чеканку приурочили к подписанному в 1648 году в Мюнстере Вестфальскому миру, завершившему кровопролитную религиозную Тридцатилетнюю войну. Следует отметить, что на момент выпуска новодельных монет, Мюнстер являлся центром католического епископства. Для участников конференции были выпущены монеты с изображением вождя мюнстерских анабаптистов Иоанна Лейденского. Их также относят к анабаптистским талерам.

## Описание монеты
Первые анабаптистские талеры времён восстания не содержали изображений. На аверсе в центре помещали щит с надписью «THO/MUNS/TER». Реверс содержал фразу из Евангелия от Иоанна 1:14 «И Слово стало плотию, и обитало с нами» (DAS WORT IST FLEISCH GEWORDEN UND WANET MIT UNS).